# فانيسا تشونغ
فانيسا تشونغ (بالألمانية: Vanessa Jung )‏ (و. 1980  م) هي ممثلة ألمانية، ولدت في ميونخ.

## وصلات خارجية
- فانيسا تشونغ على موقع IMDb (الإنجليزية)
- فانيسا تشونغ على موقع ألو سيني (الفرنسية)
- فانيسا تشونغ على موقع قاعدة بيانات الفيلم (الإنجليزية)
- فانيسا تشونغ على موقع كينوبويسك (الروسية)

- فانيسا تشونغ في قاعدة بيانات الأفلام على الإنترنت